# White House Military Office
White House Military Office (WHMO) er en enhed under USA's præsidents Executive Office der giver militær støtte til Det Hvide Hus' funktioner, herunder madservice, transport af præsidenten, medicinsk støtte og akutmedicinske tjenester.

## Enheder
WHMO har flere enheder under sin delvise kommando.
- White House Communications Agency
- 89th Airlift Wing
- White House Medical Unit
- Camp David
- Marine Helicopter Squadron One
- Presidential Food Service
- White House Transportation Agency
- White House Social Aides